# 哈欽森 (堪薩斯州)
哈欽森（英語：Hutchinson）是一個位於美國堪薩斯州里諾縣的城市。同時該地也是里諾縣的縣治。

## 地方資料
哈欽森的座標為38°03′39″N 97°55′47″W / 38.06083°N 97.92972°W，而該地的海拔高度為468米（即1535英尺）。根據2010年美國人口普查，該地共人口40006人，而該地的面積約為63.80平方千米。